# Rio Gráfica Editora
A Rio Gráfica Editora, mais conhecida pela sigla RGE, foi uma das editoras que publicou revistas de história em quadrinhos no Brasil.

## Histórico
Em 1933, o jornalista Adolfo Aizen (na época funcionário do jornal "o Globo") apresentou a ideia de se criar um suplemento de histórias em quadrinhos baseado nos suplementos dominicais dos jornais americanos mas, Roberto Marinho não se interessou pela ideia. Então em 1934, Aizen lançou o seu Suplemento Infantil pelo jornal A Nação, após 15 edições Aizen criou uma própria editora a "Grandes Consórcios de Suplementos Nacionais", que em 1945 daria o origem a Editora Brasil-America Ltda (conhecida EBAL). Em 12 de junho de 1937, Marinho lança O Globo Juvenil e tira várias das licenças da King Features Syndicate  que pertenciam a Aizen.
Em Abril de 1940, o jornal O Globo publicou Namor que fez estreia em Gibi Mensal 142 (tornando errônea a comemoração de 40 anos da Marvel no Brasil, já que a mesma celebra 70 anos em 2009, contando os anos da Timely). Ainda como RGE, publicou durante décadas no Brasil os quadrinhos do Fantasma e Mandrake. Em 1952, Marinho cria a Rio Gráfica Editora.
A Rio Gráfica Editora fazia parte das Organizações Globo (corporação da qual faz parte a Rede Globo), mas não podia usar o nome em função de já haver no Brasil uma outra editora com o nome de Globo. Enfim passou a se chamar Editora Globo, quando adquiriu, em 1986, a gaúcha Livraria do Globo.
No início dos anos 80 adquiriu os direitos de publicação do Homem-Aranha, do O Incrível Hulk e o Quarteto Fantástico (lançada como Os Quatro Fantásticos), lançando revistas mensais com seus nomes, além de alguns outros super-heróis Marvel que reuniu em almanaques de periodicidade variada: o Almanaque Marvel (que durou 17 edições) e o Almanaque Premiére Marvel (cerca de 7 edições). Do mix dos personagens, os mais freqüentes eram X-Men,  Nova, Mulher Aranha. Os novos X-Men acabaram por ser lançados em alguns almanaques exclusivos. Mas o maior sucesso foi o Homem-Aranha, cujas histórias além de serem publicadas na revista de série, dariam origem ainda ao Almanaque do Homem-Aranha e Superalmanaque do Homem-Aranha (histórias da revista americana Peter Parker e das tiras de jornal do Homem-Aranha) e Super-Heróis Marvel (com histórias da série Marvel Team Up, que em geral eram estreladas pelo herói aracnídeo em parceria com algum outro personagem Marvel). Apesar da popularidade das personagens, as revistas foram prejudicadas, pois:
A RGE não possuía os direitos da totalidade dos super-heróis Marvel (na mesma época a Editora Abril lançaria a revista do Capitão América e Superaventuras Marvel (com Os Vingadores e o Demolidor, como personagens principais), além de passar a publicar na conhecida Heróis da TV, as histórias solo dos Vingadores, acompanhadas das aventuras do Surfista Prateado e do Doutor Estranho, dentre outros) Não possuía editores que conhecessem a fundo a cronologia Marvel: as histórias se limitavam a seguir a numeração original das revistas americanas, sem explicar aquelas que eram parte de uma saga conjunta envolvendo várias revistas. As eventuais falhas cometidas pela RGE na publicação dos heróis Marvel no Brasil foram corrigidas pela Editora Abril quando esta conseguiu comprar os direitos restantes.

## Outras publicações da RGE no Brasil

### Quadrinhos
- Publicou a revista de terror Kripta,[6] com enredos sensacionais e várias adaptações de clássicos da literatura de horror
- Quadrinhos da Sergio Bonelli Editore. Com o selo Rio Gráfica chegaram às bancas Tex (na década de 1950), Zagor (década de 1980) e Martin Mystère.
- Na linha editorial voltada para o público infantil dos Quadrinhos, havia os personagens da Harvey Comics: Tininha, Brotoeja, Bolota, Gasparzinho, Riquinho, Brasinha, etc. Publicou também o Recruta Zero e D'artagnan e os três mosqueteiros.
- Fantasma, o "espírito que anda"
- Mandrake
- Cavaleiro Negro
- Jerônimo, o Herói do Sertão[6]
- Flecha Ligeira

### Revistas
- Revista Rio
- Cinderela
- Querida
- Meia Noite
- Cinelândia
- Radiolândia
- Cartaz
- Arte Hoje

## Publicações com o selo da Editora Globo
As revistas em quadrinhos de maior sucesso foram as da Turma da Mônica, de Maurício de Sousa, sucedendo a partir de 1987 a Editora Abril, que lançara a primeira revista desses personagens em 1970 (A revista da Mônica, personagem de tiras de jornal e que na época se tornara ainda mais popular graças a um comercial do extrato de tomate Elefante, no qual participava também o elefante Jotalhão); foi na Editora Globo que a Magali ganhou título próprio, em 1989. Os títulos da Maurício de Sousa Produções foram publicados pela editora até 2006, quando passaram para a multinacional Panini Comics. Após isso, publicou quadrinhos de Sítio do Pica-Pau Amarelo, Cocoricó e O Menino Maluquinho, até que, em janeiro de 2008, a editora anunciou que estava terminando sua linha de revistas de banca de jornal e que iria dedicar-se a sua linha para livrarias e lojas especializadas.

## Publicações de Revistas com o selo da Editora Globo
- Época
- Época Negócios
- Época São Paulo
- Galileu
- Quem
- Marie Claire
- Criativa
- Globo Rural
- PEGN
- Auto Esporte
- Crescer